# Aedeomyia catasticta
Aedeomyia catasticta är en tvåvingeart som beskrevs av Frederick Knab 1909. Aedeomyia catasticta ingår i släktet Aedeomyia och familjen stickmyggor. Inga underarter finns listade i Catalogue of Life.

## Bildgalleri

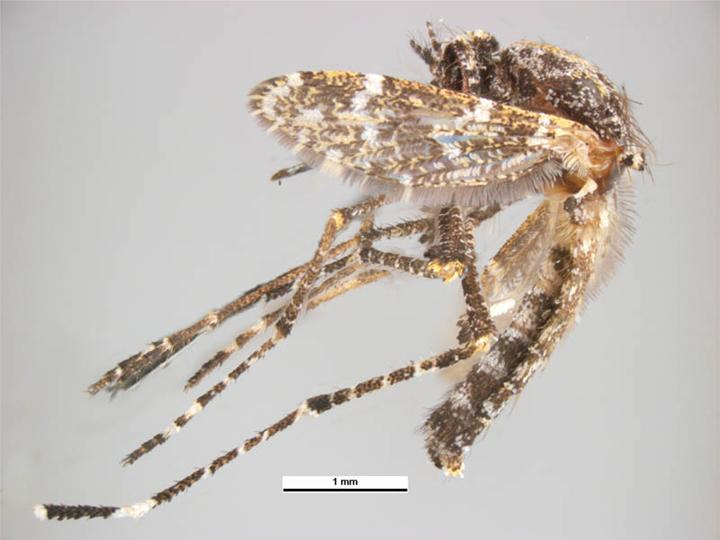